# Atlas Copco
Atlas Copco — провідний світовий постачальник рішень щодо стабільної продуктивності. Група обслуговує клієнтів через свої інноваційні компресори, вакуумні рішення, генератори, насоси, електроінструменти та монтажні системи. Atlas Copco розробляє продукти та послуги, орієнтовані на продуктивність, енергоефективність, безпеку та ергономіку. Компанія була заснована в 1873 році, штаб-квартира знаходиться в Стокгольмі, Швеція, і має глобальне охоплення в понад 180 країнах світу. 

## Керівництво
Голова ради директорів компанії і президент — Mats Rahmstrom.

## Діяльність
Компанія виробляє дизельні та електричні компресори, в тому числі компресори високого тиску (бустери), дизельні генератори; гірничо-шахтне обладнання, включаючи обладнання для відкритих і підземних гірничих робіт, вантажно-доставкове обладнання, геотехнічне і геологорозвідне обладнання, буровий інструмент; промисловий інструмент, дорожньо-будівельну техніку.
Компанія виробляє продукцію приблизно в 20 країнах. Торгова та сервісна мережа компанії знаходиться більше ніж в 170 країнах світу (наполовину складається з центрів обслуговування клієнтів, що повністю або частково належать Atlas Copco).
Чисельність персоналу — 40 тис. співробітників; виручка — 10 млрд євро за 2020 рік.

### Atlas Copco в Україні
Основним видом діяльності компанії в Україні є продаж компресорного обладнання та надання сервісних послуг. Головний офіс знаходиться у м. Києві. Технічна підтримка здійснюється на всій території країни. Компанія веде свою діяльність повністю відповідно до законів України.
В Україні компанія офіційно представлена з 2000р. Як юридична особа ТОВ "Атлас Копко Україна" зареєстровано з 2007р.
У 2013р. ТОВ «Атлас Копко Україна» було визнано організацією, яка відповідає Стандартам Системи Менеджменту: ISO 9001:2008, ISO 14001:2004, OHSAS 18001:2007.
На сьогоднішній день чисельність співробітників компанії в Україні становить 28 осіб.

## Історія
Компанія має свою основу в двох різних промислових компаніях, обидві створені в Стокгольмі в кінці 1800-х років.
Атлас АБ Атлас і Ня АБ
Aktiebolaget Atlas був утворений у 1873 році, голова Андре Оскар Валленберг та Едвард Фрненкель були керуючим директором. Компанія змогла побудувати майстер-класи в нинішньому районі Атласу у Васастадені, Стокгольм, а також в майстерні в Седертюльє. Майстер-класи в Стокгольмі лежали прямо біля основної будівлі, і з самого початку вони виготовляли матеріали для залізниці, такі як вагони, вантажні вагони, шестерні, вертолітки, парові двигуни, двигуни запалювання, компресори та локомотиви, а також гарматні стрільби для оборони. У 1880-х роках ви купили Брянсаврвет в Джеве.
До кінця 80-х років 80-х рр. Компанія зазнала економічної кризи та була реконструйована. Нова компанія отримала назву Nya AB Atlas. На початку 1900-х років продукція стисненого повітря стала все більш важливою. Першими продуктами стали ніготь та зубила. У 1910-х і 1920-х роках були додані різні типи машин свердлильних свердловин.
AB Diesel Motors і Atlas Diesel AB
Компанія Diesels Motors була створена в 1898 році за ініціативою Марка Валленберга, який купив ліцензію на виробництво дизельного двигуна, виробленого німецьким інженером Рудольфом Дизелем
У 1898 році компанія закупила дві великі ділянки в Саккла в західній частині муніципалітету Накка. Тут був побудований завод, а також працювали будинки в нинішньому Tallbacken. Перші двигуни були поставлені в 1899 році. Виробництво спочатку було досить невеликим, проте було вкладено багато розвитку. У 1907 році було можливо виготовити зворотний (оборотний) дизельний двигун, який може використовуватися для керування суднами, винахід від головного інженера компанії Йонаса Хессельмана.
У 1917 році Diesel's Motors приєднався до «Атласу», утворюючи «Атлас Дизель». У 1927 році компанія зосередила всю свою діяльність на семінарах у Сіклі, а житлові будинки були побудовані у заводі «Васастаден». Одночасно в Сиклі було побудовано кілька нових будинків, включаючи так звану «авіакомпанію». У наступні роки бізнес зростав.

## Області практики
Компресорні технології
Ця область виробляє продукти для нафтової, газової та переробної промисловості. Продукція виробляється в основному промислові компресори, турбіни розширення, технологічні компресори, системи контролю стиснутого повітря та обладнання для обробки повітря та газу.
Вакуумна техніка
Вакуумна технологія була відокремлена від технології компресора і стала власною сферою діяльності в 2017 році. Він виробляє вакуумні рішення, які використовуються, серед іншого, для створення чистого середовища при виготовленні, наприклад, напівпровідників.
промислові
Область головним чином виробляє збірні системи, продукти забезпечення якості, програмне забезпечення та промислові інструменти для таких галузей, як транспортні засоби, майстерні, технічне обслуговування та обслуговування автомобілів.
Будівельна техніка
Ця область виробляє такі продукти, як переносні компресори, генератори, ущільнювальні пристрої, будівельний інструмент, легкі шестерні, насоси та тротуарне обладнання.